# العلاقات البوسنية التركية
العلاقات البوسنية التركية هي العلاقات الثنائية التي تجمع بين البوسنة والهرسك وتركيا. بدأت العلاقات الدبلوماسية بين البلدين في 29 أغسطس 1992. البوسنة والهرسك لديها سفارتان في أنقرة وإزمير وقنصلية واحدة في اسطنبول، بينما تركيا لديها سفارة واحدة في سراييفو وقنصلية واحدة في موستار. يتمتع البلدان بعلاقات دبلوماسية حميمة للغاية، بسبب العلاقات التاريخية والثقافية التي يعود تاريخها إلى القرن الخامس عشر. هناك عدد كبير من السكان البوسنيين في تركيا ومجتمع أصغر من الأتراك في البوسنة والهرسك.

## مقارنة بين البلدين
هذه مقارنة عامة ومرجعية للدولتين:
| وجه المقارنة                                              | البوسنة والهرسك                                             | تركيا         |
| --------------------------------------------------------- | ----------------------------------------------------------- | ------------- |
| المساحة (كم2)                                             | 51.20 ألف                                                   | 783.56 ألف    |
| عدد السكان (نسمة)                                         | 3.51 مليون                                                  | 80.14 مليون   |
| الكثافة السكانية (ن./كم²)                                 | 68.55                                                       | 102.28        |
| العاصمة                                                   | سراييفو                                                     | أنقرة         |
| اللغة الرسمية                                             | اللغة البوسنوية، اللغة الكرواتية، اللغة الصربية             | اللغة التركية |
| العملة                                                    | مارك بوسني                                                  | ليرة تركية    |
| الناتج المحلي الإجمالي (بليون دولار)                      | 18.17 مليار                                                 | 851.10 مليار  |
| الناتج المحلي الإجمالي (تعادل القوة الشرائية) بليون دولار | 41.35 مليار                                                 | 1.57 تريليون  |
| الناتج المحلي الإجمالي الاسمي للفرد دولار أمريكي          | 4.25 ألف                                                    | 9.12 ألف      |
| الناتج المحلي الإجمالي للفرد دولار أمريكي                 | 10.43 ألف                                                   | 19.79 ألف     |
| مؤشر التنمية البشرية                                      | 0.733                                                       | 0.761         |
| رمز المكالمات الدولي                                      | +387                                                        | +90           |
| رمز الإنترنت                                              | .ba                                                         | .tr           |
| المنطقة الزمنية                                           | توقيت وسط أوروبا، ت ع م+01:00، ت ع م+02:00، أوروبا/سراييفو ‏ | ت ع م+03:00   |

## مدن متوأمة
في ما يلي قائمة باتفاقيات التوأمة بين مدن بوسنية وتركية:
- ترتبط توزلا مع طوزله باتفاقية توأمة.
- ترتبط فوينيكا مع بلجوة [الإنجليزية]‏ باتفاقية توأمة.[16]
- ترتبط سانسكي موست مع برغاما باتفاقية توأمة منذ 2002.[17]
- ترتبط موستار مع أنطاليا باتفاقية توأمة منذ 1996.[18][18][18][18]
- ترتبط كاكاني مع ألياجا باتفاقية توأمة منذ 2011.[19]
- ترتبط بيخاتش مع ألياجا باتفاقية توأمة منذ 2018.[20]
- ترتبط بانيا لوكا مع هكاري باتفاقية توأمة منذ 2003.[21][21][22][21]
- ترتبط سراييفو مع إسطنبول باتفاقية توأمة منذ 1972.
- ترتبط برييدور مع مانيسا باتفاقية توأمة.
- ترتبط جراداتشاتس مع سيواس باتفاقية توأمة.

## منظمات دولية مشتركة
يشترك البلدان في عضوية مجموعة من المنظمات الدولية، منها:
| علم المنظمة | اسم المنظمة                               | تاريخ انضمام البوسنة والهرسك | تاريخ انضمام تركيا |
| ----------- | ----------------------------------------- | ---------------------------- | ------------------ |
|             | مؤسسة التنمية الدولية                     | 25 فبراير 1993               | 22 ديسمبر 1960     |
|             | يونسكو                                    | 2 يونيو 1993                 | 4 نوفمبر 1946      |
|             | وكالة ضمان الاستثمار متعدد الأطراف        | 19 مارس 1993                 | 3 يونيو 1988       |
|             | مجلس أوروبا                               | 24 أبريل 2002                | 9 أغسطس 1949       |
|             | الأمم المتحدة                             | 22 مايو 1992                 | 24 أكتوبر 1945     |
|             | الاتحاد البريدي العالمي                   | ?                            | ?                  |
|             | البنك الدولي للإنشاء والتعمير             | 25 فبراير 1993               | 11 مارس 1947       |
|             | اتفاقية السماوات المفتوحة                 | ?                            | ?                  |
|             | الاتحاد الدولي للاتصالات                  | 20 أكتوبر 1992               | 1866               |
|             | منظمة حظر الأسلحة الكيميائية              | ?                            | ?                  |
|             | مؤسسة التمويل الدولية                     | 25 فبراير 1993               | 19 ديسمبر 1956     |
|             | المنظمة الأوروبية لسلامة الملاحة الجوية   | 2004                         | 1989               |
|             | المركز الدولي لتسوية المنازعات الاستشارية | 13 يونيو 1997                | 2 أبريل 1989       |
|             | منظمة الشرطة الجنائية الدولية             | ?                            | ?                  |
|             | منظمة الأمن والتعاون في أوروبا            | 30 أبريل 1992                | 25 يونيو 1973      |

## أعلام
هذه قائمة لبعض الشخصيات التي تربطها علاقات بالبلدين:
- أتراك البوسنة والهرسك
- أديس باهتيار أوغلو (لاعب كرة قدم تركي، 2 يناير 1986[29] – 5 سبتمبر 2012)
- أمير برلدجيتش (لاعب كرة سلة تركي، 6 سبتمبر 1987 – )
- إلفير باليتش (لاعب كرة قدم تركي، 8 يوليو 1974 – )
- بكر عزت بيجوفيتش (سياسي بوسني، 28 يونيو 1956 – )
- سوات أتاليك (10 أكتوبر 1964 – )
- سيديف إيفيتشي (22 يناير 1982 – )
- عاصم بارس (لاعب كرة سلة تركي، 29 يوليو 1976 – )
- علي عزت بيغوفيتش (أول رئيس لجمهورية البوسنة والهرسك بعد انتهاء الحرب فيها، وناشط سياسي وفيلسوف إسلامي، 8 أغسطس 1925[30][31] – 19 أكتوبر 2003[31])
- كيفانش تاتليتوغ (27 أكتوبر 1983 – )
- نديم دال (لاعب كرة سلة تركي، 3 مايو 1975 – )
- نصوح السلاحي (مؤرخ وكاتب وشاعر ورياضي ومهندس ورسام وجغرافي وصحب اثنين من أهم سلاطين بني عثمان، 1480 – 1564)

## وصلات خارجية
- موقع وزارة الخارجية البوسنية
- موقع وزارة الخارجية التركية